# Trippelprodukt
Det finns två sorters trippelprodukter av vektorer; den skalära och den vektoriella. Båda handlar om att multiplicera tre vektorer ({\displaystyle {\textbf {a}},{\textbf {b}},{\textbf {c}}}) med varandra genom en serie skalär- och kryssprodukter.

## Skalär trippelprodukt

Den skalära trippelprodukten kan tolkas som volymen av en parallelepiped. Basytan är i figuren, höjden är lika med och volymen är basytan gånger höjden, det vill säga. Cyklisk permutation innebär bara att en annan sida blir basyta och att höjden räknas ut från den "överblivna" kanten i stället. Byter man ordning på och i kryssprodukten byter tecken och "volymen" blir negativ eftersom.

Den skalära trippelprodukten definieras som skalärprodukten av den ena vektorn med kryssprodukten av de två andra, det vill säga:
{\displaystyle {\textbf {a}}\cdot ({\textbf {b}}\times {\textbf {c}})=({\textbf {b}}\times {\textbf {c}})\cdot {\textbf {a}}}

### Egenskaper
Vektorerna kan inom produkten flyttas runt cykliskt, det vill säga:
{\displaystyle {\textbf {a}}\cdot ({\textbf {b}}\times {\textbf {c}})={\textbf {b}}\cdot ({\textbf {c}}\times {\textbf {a}})={\textbf {c}}\cdot ({\textbf {a}}\times {\textbf {b}})}
Byter man ordning i kryssprodukten byter trippelprodukten tecken:
{\displaystyle {\textbf {a}}\cdot ({\textbf {b}}\times {\textbf {c}})=-{\textbf {a}}\cdot ({\textbf {c}}\times {\textbf {b}})}
Eftersom skalärprudukten är kommutativ gäller även exempelvis:
{\displaystyle {\textbf {a}}\cdot ({\textbf {b}}\times {\textbf {c}})=({\textbf {a}}\times {\textbf {b}})\cdot {\textbf {c}}}

### Geometrisk tolkning
Den skalära trippelprodukten kan geometriskt tolkas som volymen (med tecken) av parallellepipeden som definieras av de tre vektorerna.

### Determinanttolkning
Man kan också tolka den skalära trippelprodukten som determinanten av den matris som har de tre vektorerna som rader eller kolonner.

## Vektoriell trippelprodukt
Den vektoriella trippelprodukten är
{\displaystyle {\textbf {a}}\times ({\textbf {b}}\times {\textbf {c}})}

### Egenskaper
Den vektoriella trippelprodukten kan utvecklas med hjälp av Lagranges formel, "BAC-CAB-regeln":
{\displaystyle {\textbf {a}}\times ({\textbf {b}}\times {\textbf {c}})={\textbf {b}}({\textbf {a}}\cdot {\textbf {c}})-{\textbf {c}}({\textbf {a}}\cdot {\textbf {b}})}
Bevis
{\displaystyle {\textbf {d}}=(d_{x},d_{y},d_{z})={\textbf {a}}\times ({\textbf {b}}\times {\textbf {c}})=(a_{x},a_{y},a_{z})\times ((b_{x},b_{y},b_{z})\times (c_{x},c_{y},c_{z}))=}
{\displaystyle =(a_{x},a_{y},a_{z})\times (b_{y}c_{z}-b_{z}c_{y},\ b_{z}c_{x}-b_{x}c_{z},\ b_{x}c_{y}-b_{y}c_{x})} ger
{\displaystyle d_{x}=a_{y}b_{x}c_{y}-a_{y}b_{y}c_{x}-a_{z}b_{z}c_{x}+a_{z}b_{x}c_{z}},
{\displaystyle d_{y}=a_{z}b_{y}c_{z}-a_{z}b_{z}c_{y}-a_{x}b_{x}c_{y}+a_{x}b_{y}c_{x}} och
{\displaystyle d_{z}=a_{x}b_{z}c_{x}-a_{x}b_{x}c_{z}-a_{y}b_{y}c_{z}+a_{y}b_{z}c_{y}}
Utveckling av {\displaystyle d_{x}} ger:
{\displaystyle d_{x}=a_{y}b_{x}c_{y}-a_{y}b_{y}c_{x}-a_{z}b_{z}c_{x}+a_{z}b_{x}c_{z}=}
{\displaystyle =a_{y}b_{x}c_{y}-a_{y}b_{y}c_{x}-a_{z}b_{z}c_{x}+a_{z}b_{x}c_{z}+a_{x}b_{x}c_{x}-a_{x}b_{x}c_{x}=}
{\displaystyle =b_{x}(a_{y}c_{y}+a_{z}c_{z}+a_{x}c_{x})-c_{x}(a_{y}b_{y}+a_{z}b_{z}+a_{x}b_{x})=}
{\displaystyle =b_{x}({\textbf {a}}\cdot {\textbf {c}})-c_{x}({\textbf {a}}\cdot {\textbf {b}})}
På samma sätt får vi:
{\displaystyle d_{y}=b_{y}({\textbf {a}}\cdot {\textbf {c}})-c_{y}({\textbf {a}}\cdot {\textbf {b}})} och
{\displaystyle d_{z}=b_{z}({\textbf {a}}\cdot {\textbf {c}})-c_{z}({\textbf {a}}\cdot {\textbf {b}})}, sålunda:
{\displaystyle {\textbf {d}}=(d_{x},d_{y},d_{z})=(b_{x}({\textbf {a}}\cdot {\textbf {c}})-c_{x}({\textbf {a}}\cdot {\textbf {b}}),\ b_{y}({\textbf {a}}\cdot {\textbf {c}})-c_{y}({\textbf {a}}\cdot {\textbf {b}}),\ b_{z}({\textbf {a}}\cdot {\textbf {c}})-c_{z}({\textbf {a}}\cdot {\textbf {b}}))=}
{\displaystyle =(b_{x}({\textbf {a}}\cdot {\textbf {c}}),\ b_{y}({\textbf {a}}\cdot {\textbf {c}}),\ b_{z}({\textbf {a}}\cdot {\textbf {c}}))-(c_{x}({\textbf {a}}\cdot {\textbf {b}}),\ c_{y}({\textbf {a}}\cdot {\textbf {b}}),\ c_{z}({\textbf {a}}\cdot {\textbf {b}}))=}
{\displaystyle =(b_{x},\ b_{y},\ b_{z})({\textbf {a}}\cdot {\textbf {c}})-(c_{x},\ c_{y},\ c_{z})({\textbf {a}}\cdot {\textbf {b}})}
{\displaystyle ={\textbf {b}}({\textbf {a}}\cdot {\textbf {c}})-{\textbf {c}}({\textbf {a}}\cdot {\textbf {b}})}